# Боргер (Техас)
Боргер (англ. Borger) — місто (англ. city) в США, в окрузі Гатчинсон штату Техас. Населення — 12 551 особа (2020).

## Географія
Боргер розташований за координатами 35°39′34″ пн. ш. 101°24′8″ зх. д. / 35.65944° пн. ш. 101.40222° зх. д. (35.659435, -101.402360).  За даними Бюро перепису населення США в 2010 році місто мало площу 22,72 км², з яких 22,70 км² — суходіл та 0,01 км² — водойми.

### Клімат
| Клімат : Боргер       | Клімат : Боргер | Клімат : Боргер | Клімат : Боргер | Клімат : Боргер | Клімат : Боргер | Клімат : Боргер | Клімат : Боргер | Клімат : Боргер | Клімат : Боргер | Клімат : Боргер | Клімат : Боргер | Клімат : Боргер | Клімат : Боргер |
| Показник              | Січ.            | Лют.            | Бер.            | Квіт.           | Трав.           | Черв.           | Лип.            | Серп.           | Вер.            | Жовт.           | Лист.           | Груд.           | Рік             |
| Середній максимум, °C | 10,6            | 12,9            | 17,6            | 22,4            | 27,1            | 31,6            | 33,8            | 32,2            | 29,0            | 23,1            | 16,0            | 10,1            | 22,2            |
| Середній мінімум, °C  | −3,7            | −2,2            | 1,6             | 6,2             | 11,7            | 16,7            | 19,2            | 18,6            | 14,3            | 7,8             | 1,4             | −3,4            | 7,3             |
| Норма опадів, мм      | 19              | 18              | 39              | 46              | 70              | 84              | 70              | 91              | 54              | 49              | 26              | 21              | 588             |
| --------------------- | --------------- | --------------- | --------------- | --------------- | --------------- | --------------- | --------------- | --------------- | --------------- | --------------- | --------------- | --------------- | --------------- |
| Джерело: NOAA         |                 |                 |                 |                 |                 |                 |                 |                 |                 |                 |                 |                 |                 |

## Демографія
Згідно з переписом 2010 року, у місті мешкала 13 251 особа в 5288 домогосподарствах у складі 3550 родин. Густота населення становила 583 особи/км².  Було 6325 помешкань (278/км²).
Расовий склад населення:
| - 80,6 % — білих - 3,6 % — чорних або афроамериканців - 1,7 % — корінних американців - 0,5 % — азіатів - 10,4 % — осіб інших рас |

До двох чи більше рас належало 3,2 %. Частка іспаномовних становила 27,3 % від усіх жителів.
За віковим діапазоном населення розподілялося таким чином: 27,7 % — особи молодші 18 років, 58,2 % — особи у віці 18—64 років, 14,1 % — особи у віці 65 років та старші. Медіана віку мешканця становила 35,6 року. На 100 осіб жіночої статі у місті припадало 97,1 чоловіків;  на 100 жінок у віці від 18 років та старших — 95,6 чоловіків також старших 18 років.
Середній дохід на одне домашнє господарство  становив 56 878 доларів США (медіана — 44 918), а середній дохід на одну сім'ю — 63 720 доларів (медіана — 54 318). Медіана доходів становила 46 494 долари для чоловіків та 30 773 долари для жінок. За межею бідності перебувало 21,5 % осіб, у тому числі 28,0 % дітей у віці до 18 років та 13,6 % осіб у віці 65 років та старших.
Цивільне працевлаштоване населення становило 5794 особи. Основні галузі зайнятості: освіта, охорона здоров'я та соціальна допомога — 17,7 %, будівництво — 13,6 %, роздрібна торгівля — 12,2 %, виробництво — 11,7 %.